# Sedimentibacter saalensis
Sedimentibacter saalensis è una specie di batterio appartenente alla famiglia delle Peptostreptococcaceae.